# Hynek Psota
Hynek Psota (v matrice zapsán německým kurentem jako Ignác) (14. září 1846 Samotišky – 28. června 1909 Přerov) byl moravský farmaceut, veřejný a spolkový činitel, ochotník, rusofil a mecenáš. Byl provozovatelem lékárny U Zlatého orla v Přerově a výrazně se podílel na veřejném životě ve městě. Podílel se také na archeologických průzkumech poblíž Předmostí u Přerova.

## Život

### Mládí
Narodil se v Samotiškách nedaleko Olomouce do české rodiny. Odešel studovat farmacii na Karlo-Ferdinandovu univerzitu v Praze, kde získal titul magistra.

### Přerov
Následně se okolo roku 1870 přestěhoval do Přerova, kde se usadil a provozoval zde lékárnu U Zlatého orla, dříve vlastněnou magistrem Františkem Kramářem, který vykonával též funkci přerovského starosty. Byl nadšeným českým vlastencem a organizátorem společenského života ve městě, mj. spoluzakládal zdejší včelařský spolek, roku 1880 se stal ředitelem zdejšího ochotnického divadelního souboru. Roku 1901 se podílel na založení přerovského městského muzea. Podílel se také na archeologických průzkumech v Předmostí u Přerova, při kterých byly nalezeny pozůstatky paleolitického osídlení této části povodí řeky Moravy. Rovněž byl nadšeným rusofilem a zakladatelem přerovského spolku rusofilů.
I díky jeho aktivitám se Přerov posléze stal jedním z kulturních center českého jazyka a kultury na Moravě a tvořil tak jistou protiváhu německy a kulturně převážně německým městům Olomouc a Brno.

### Úmrtí
Hynek Psota zemřel 28. června 1909 v Přerově ve věku 62 let. Byl pohřben v rodinné hrobce na přerovském městském hřbitově.

### Rodinný život
Jeho příbuzným, patrně vnukem, byl tanečník a choreograf Ivo Váňa Psota.